# Везикула
Везикула је део унутарћелијског мембранског система — кесица релативно мале величине, обавијена двослојном фосфолипидном мембраном. Функција везикула је транспорт и магацинирање материје, а омогућена је способношћу ћелијских мембрана да пупе и фузионишу. Саме везикуле настају пупљењем или евагинацијом дела мембране неке органеле или инвагинацијом ћелијске мембране.

## Врсте везикула
Према врсти протеинског омотача око мембране, разликују се три врсте везикула:
1. везикуле обложене клатрином
2. везикуле обложене коатомерама COP I
3. везикуле обложене коатомерама COP II